# Jaromír Pořízek (lední hokejista)
Jaromír Pořízek (* 17. srpna 1953, Brno) je bývalý český hokejový útočník.

## Hokejová kariéra
V československé lize hrál za TJ ZKL/Zetor Brno. Odehrál 6 ligových sezón, nastoupil ve 123 ligových utkáních, dal 21 gólů a měl 15 asistencí. V nižších soutěžích hrál během vojenské služby za VTJ Písek a ASD Dukla Jihlava „B“.

## Klubové statistiky
| Sezona    | Klub                  | Soutěž  | Základní část | Základní část | Základní část | Základní část | Základní část |
| Sezona    | Klub                  | Soutěž  | Z             | G             | A             | B             | TM            |
| --------- | --------------------- | ------- | ------------- | ------------- | ------------- | ------------- | ------------- |
| 1972/1973 | TJ ZKL Brno           | 1. liga | 22            | 7             | 2             | 9             | 4             |
| 1973/1974 | TJ ZKL Brno           | 1. liga | 19            | 1             | 2             | 3             | -             |
| 1974/1975 | TJ ZKL Brno           | 1. liga | 44            | 7             | 5             | 12            | -             |
| 1975/1976 | TJ ZKL Brno           | 1. liga | 25            | 4             | 6             | 10            | -             |
| 1976/1977 | TJ Zetor Brno         | 1. liga | 11            | 2             | 0             | 2             | -             |
| 1977/1978 | VTJ Písek             | 3. liga | -             | -             | -             | -             | -             |
| 1978/1979 | ASD Dukla Jihlava „B“ | 2. liga | -             | -             | -             | -             | -             |
| 1978/1979 | TJ Zetor Brno         | 1. liga | 2             | 0             | 0             | 0             | -             |